# Argyrophis roxaneae
Argyrophis roxaneae — вид змій родини сліпунів (Typhlopidae). Ендемік Таїланду.

## Поширення і екологія
Argyrophis roxaneae відомі за типовим зразком, зібраним в Бангкоці, на дорозі поблизу школи.